# Vöhl
Vöhl är en kommun och ort i Landkreis Waldeck-Frankenberg i Regierungsbezirk Kassel i förbundslandet Hessen i Tyskland.
Kommunen bildades 1 februari 1971 genom en sammanslagning av de tidigare kommunerna Asel och Basdorf med Vöhl. Kommunerna Hessenstein, Ittertal, Marienhagen, Obernburg och Vöhl gick samman i den nya storkommunen Vöhl 1 januari 1974. Kommenen Ittertal var bildad 1 februari 1971 genom en sammanslagning av kommunerna Dorfitter, Herzhausen och Thalitter. Kommunen Hessenstein var bildad 31 december 1971 Buchenberg, Ederbringhausen, Harbshausen, Kirchlotheim, Niederorke, Oberorke och Schmittlotheim.